# Pfarrkirche Anger (Steiermark)

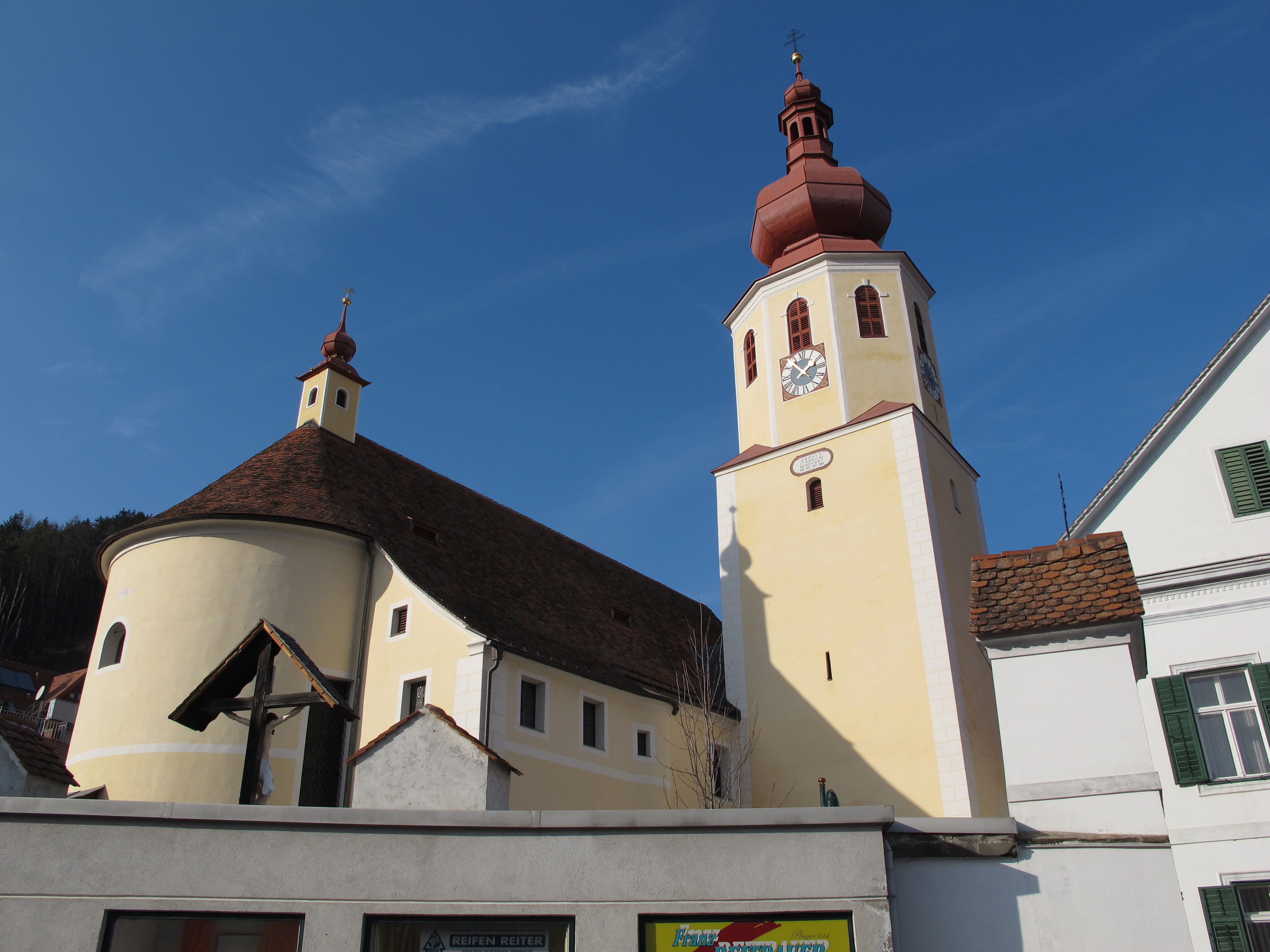
Katholische Pfarrkirche hl. Andreas in Anger

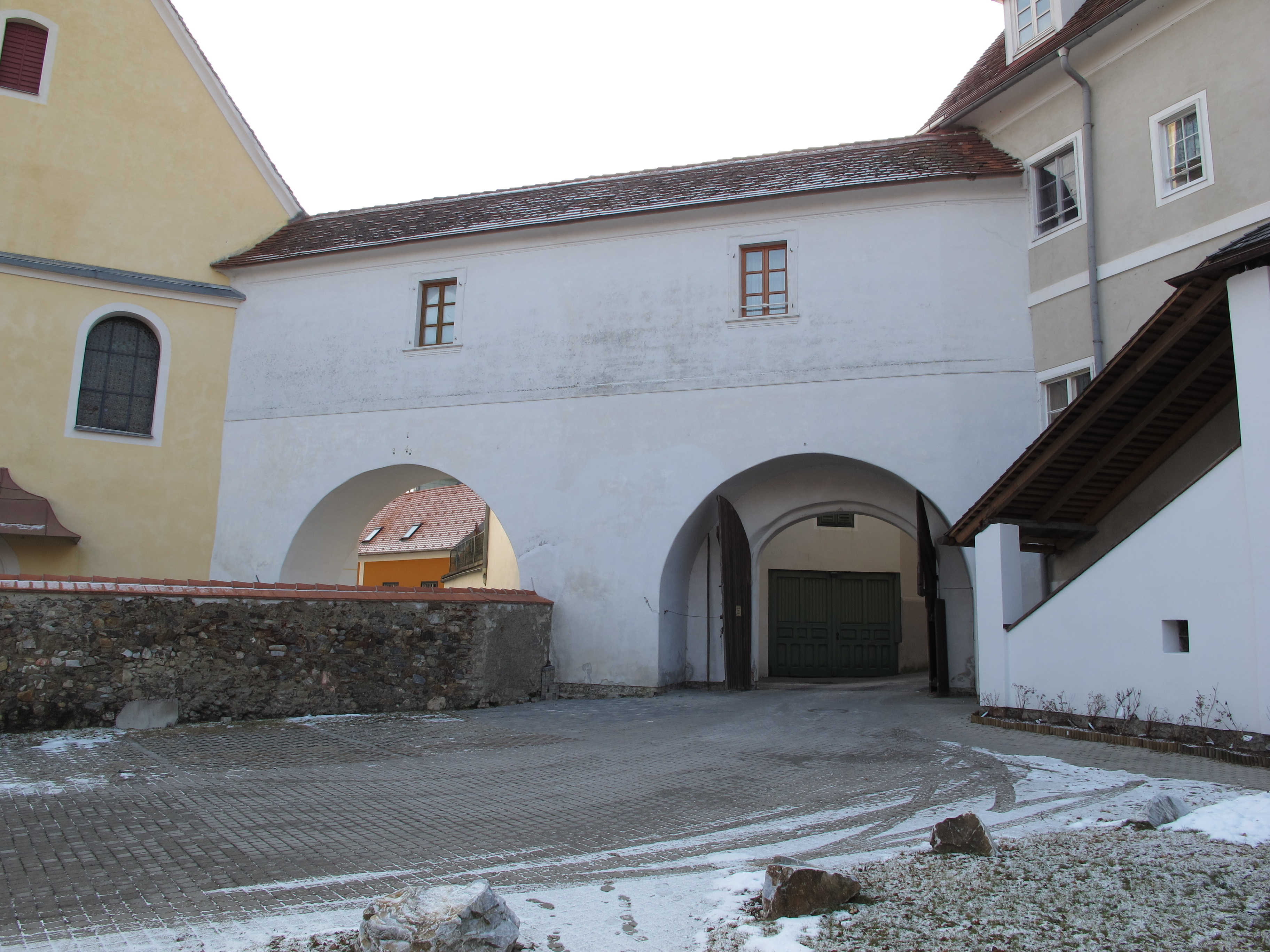
Verbindungsgang zum Stainpeißhaus

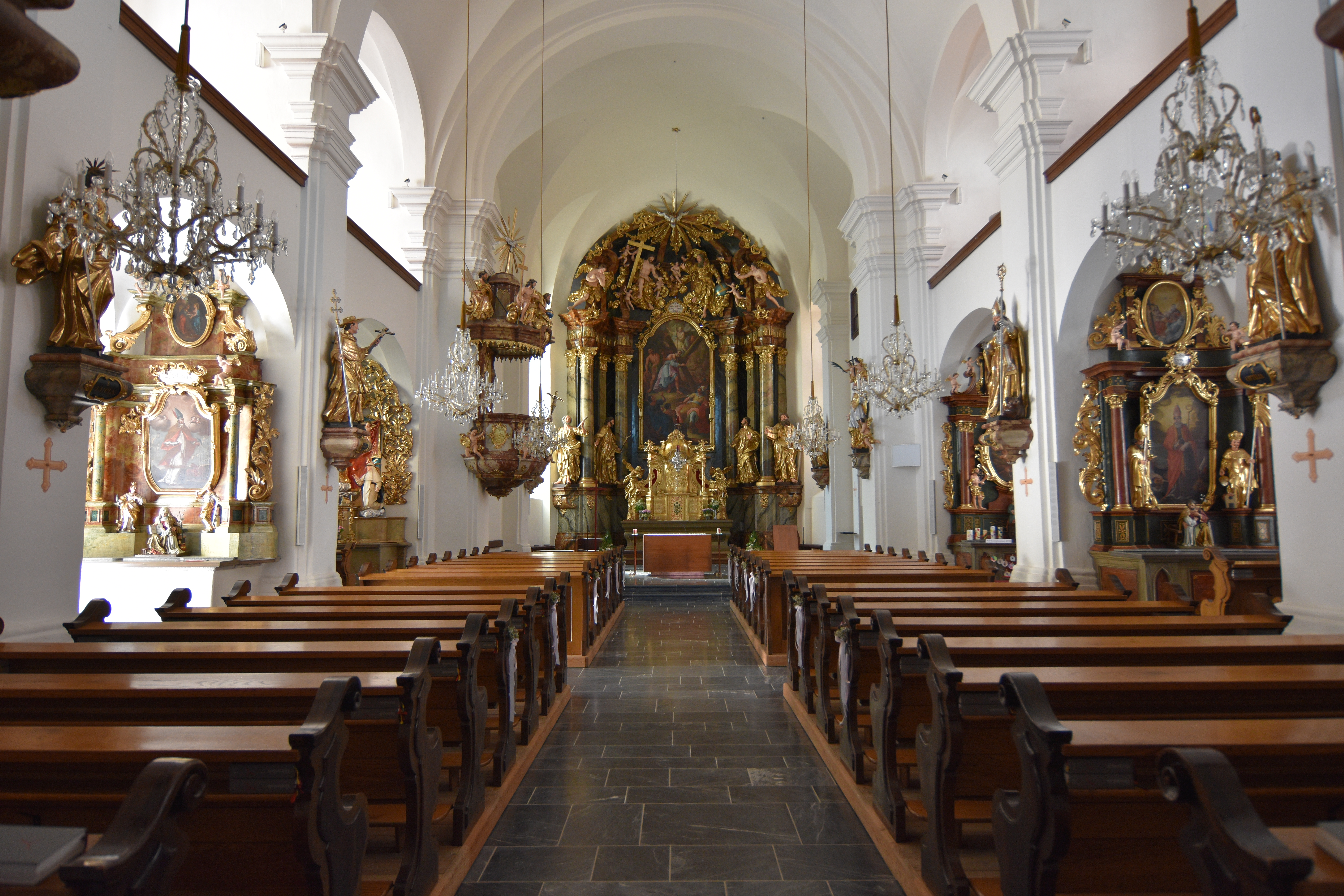
Langhaus, Blick zum Chor

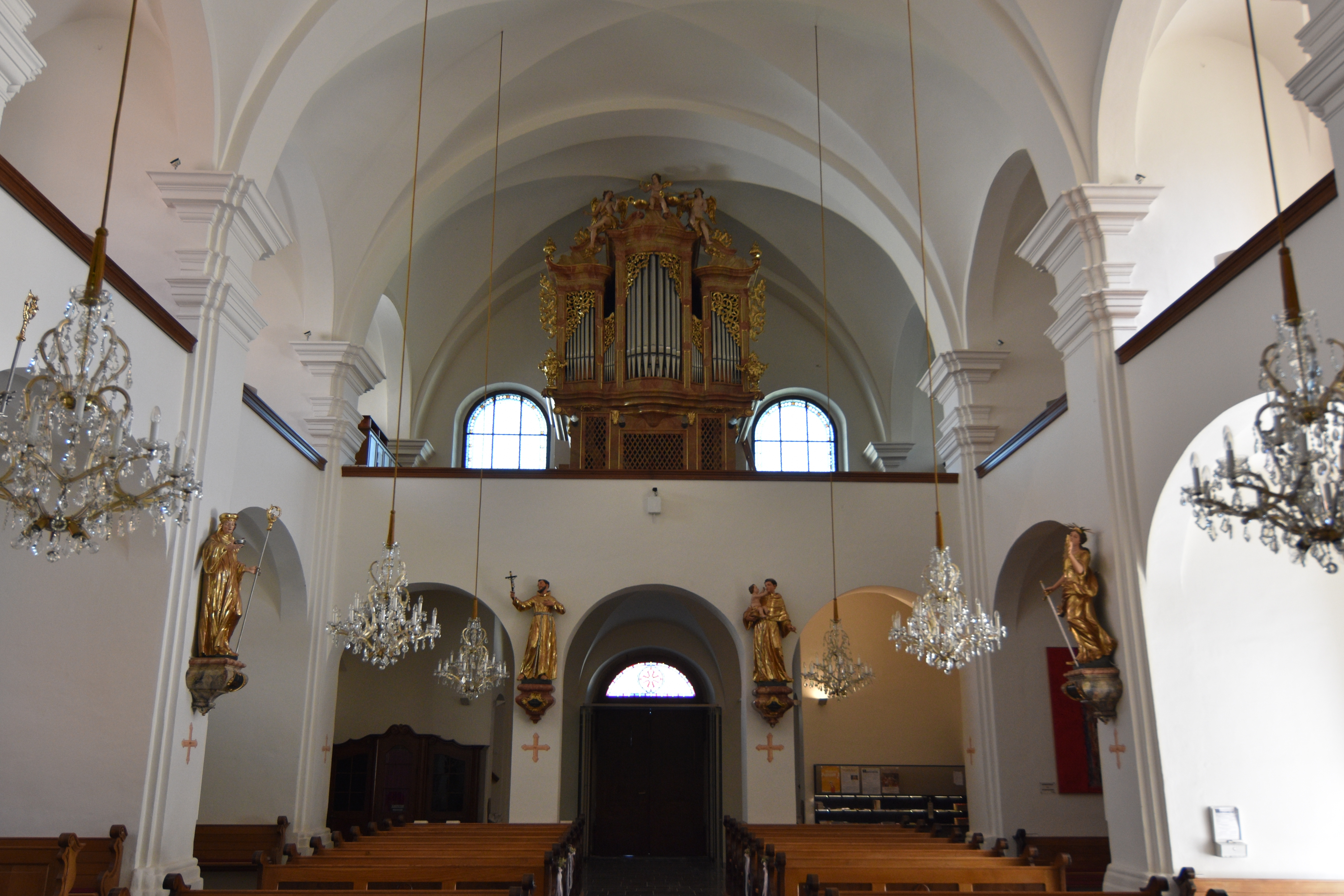
Langhaus, Blick zur Empore

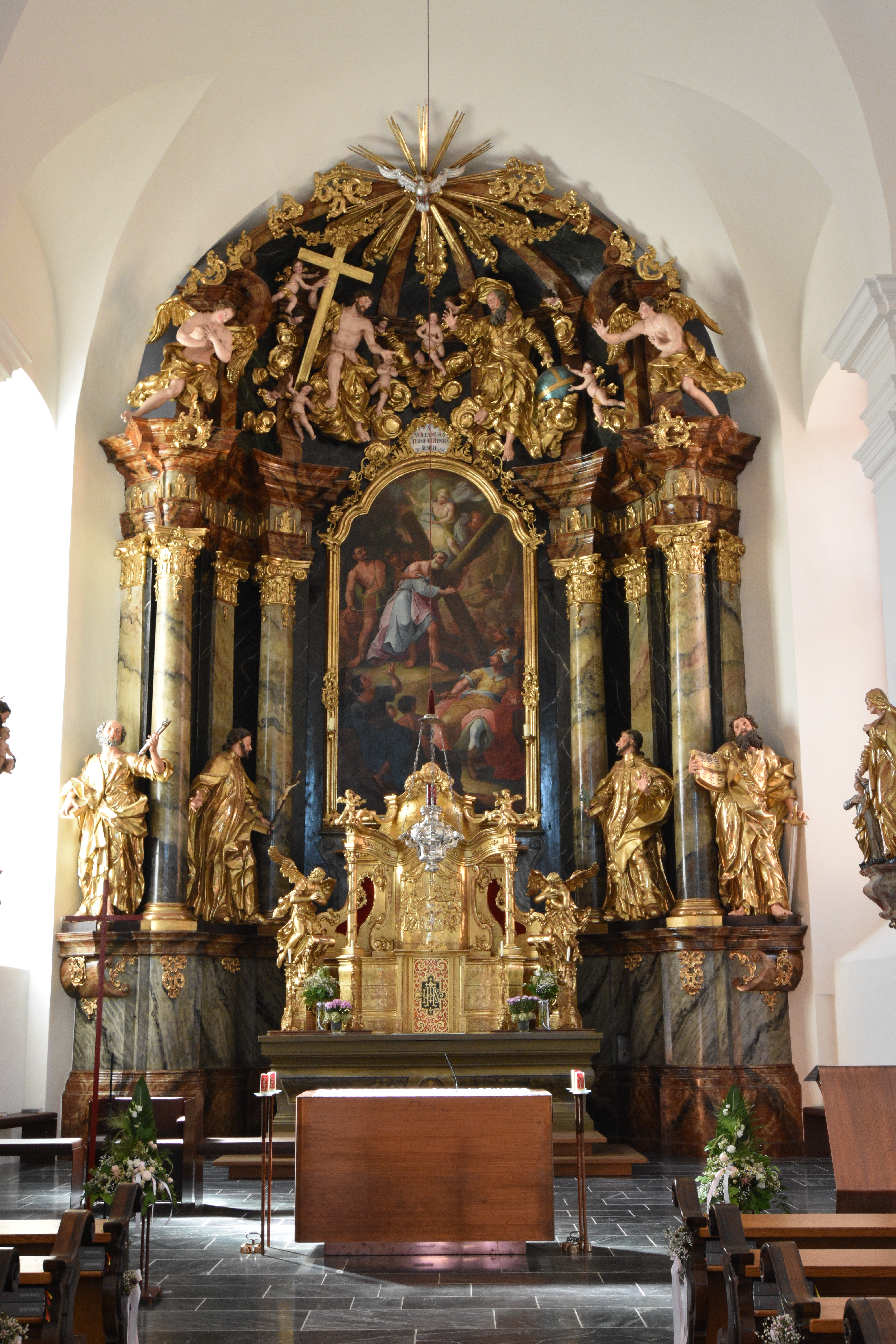
Hochaltar

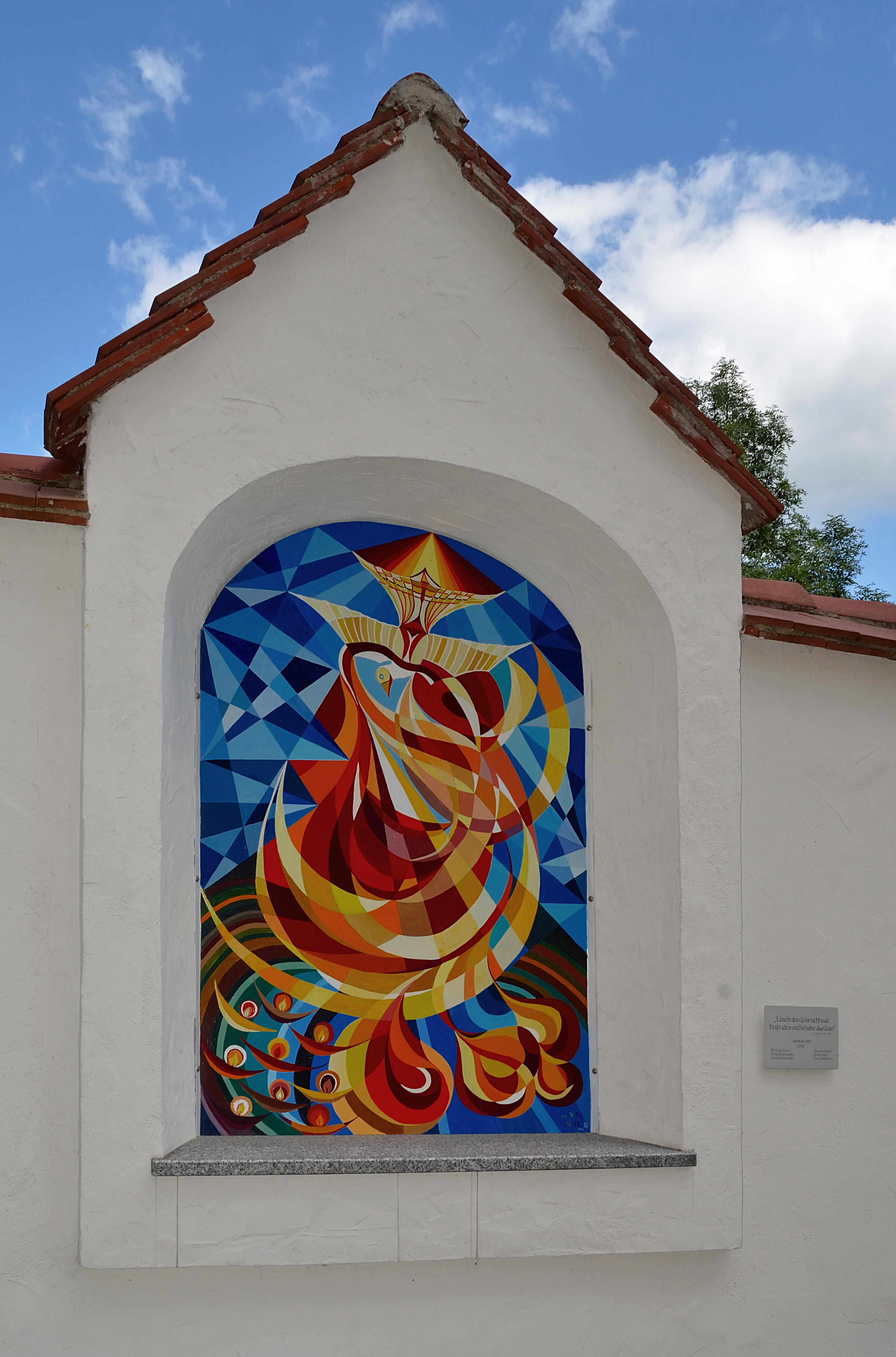
Initienkapelle

Die römisch-katholische Pfarrkirche Anger steht im Ort Anger in der Marktgemeinde Anger im Bezirk Weiz in der Steiermark. Die dem Patrozinium des heiligen Andreas unterstellte Kirche gehört zum Dekanat Weiz in der Diözese Graz-Seckau. Die Kirche und der Kirchhof stehen unter Denkmalschutz (Listeneintrag).

## Geschichte
Der romanische Kirchenbau um 1140/1161 als ehemalige Wehrkirche ist im Kern im Chorquadrat erhalten. Im 14. Jahrhundert wurde in das Chorquadrat ein Rippengewölbe eingespannt und eine Glockenstube mit ursprünglich spitzbogigen Fenstern aufgesetzt.
Der heutige Kirchenbau, nun in Nord-Süd-Achse, wurde von 1708 bis 1711 mit dem Baumeister Lorenz Stattaler erbaut. Die Kirche wurde 1969 innen und 1971 außen restauriert.

## Architektur
Die anfangs geostete romanische Kirche ist heute nach starker barocker Erweiterung nach Süden orientiert. Sie bildet mit dem im Osten freistehenden Pfarrhof einen kleinen Kirchhof. Im Norden der Kirche ist eine ehemalige hohe Friedhofsmauer mit einer Initienkapelle erhalten. Im Nordwesten ist die Kirche mit einem langen Gang auf zwei Rundbogenöffnungen und unter einem Satteldach mit dem Stainpeißhaus am Hauptplatz 15 baulich verbunden.
Der quadratische Ostturm wurde im Barock mit einem achtseitigen Glockengeschoß mit einem gegliederten Zwiebelturm erhöht.
Das Kircheninnere zeigt ein vierjochiges Langhaus als Wandpfeilerkirche mit seitlichen Kapellenreihen und hohen Emporen und Kreuzgratgewölben mit Gurten über Pilastern. Der einjochige Chor hat einen Halbkreisschluss. Es gibt eine Sakristei mit einem Oratorium und einen dreiachsigen Orgelchor. In der Nordwand des Chores befindet sich eine Sakramentsnische.

## Ausstattung
Im Altarraum wurden 1938 spätgotische Fresken aus der zweiten Hälfte des 15. Jahrhunderts freigelegt, mit Evangelistensymbolen am Gewölbe, Jüngstes Gericht, Himmlisches Jerusalem, Zwölf Apostel an den Wänden. Das Fresko Kreuzigung um 1440 wurde 1967 restauriert.

## Einrichtung
Der Hochaltar mit Figurenschmuck um 1720 wird dem Bildhauer Marcus Anton Schokotnigg zugeschrieben, das Altarbild hl. Andreas malte Joseph Adam von Mölk 1770. Der Tabernakel stammt aus der Bauzeit des Altares.
Die Kanzel um 1730/1740 wird dem Bildhauer Josef Schokotnigg zugeschrieben. Die Altäre in den Kapellen mit Laub-Bandelwerkverzierungen entstanden um 1720. An den Pfeilern befinden sich Figuren der Heiligen Josef, Anna und Maria, Johann Nepomuk, Carl Borromäus, Patrizius, Ottila, Lucia und Antonius aus der Werkstatt von Philipp Jakob Straub aus der Mitte des 18. Jahrhunderts. Es gibt einen Kruzifixus aus dem 17. Jahrhundert.
Das Orgelgehäuse von Kaspar Mitterreither stammt aus dem Jahr 1740. Ein Werk aus dem Jahr 1911 wurde 1954 umgebaut. Das Orgelwerk von 1998 schuf Thomas Jann Orgelbau. Eine Glocke nennt Florentin Streckfuß 1713.

## Grabdenkmäler
Außen
- An der Südseite der Kirche ist ein römischer Inschriftstein aus dem 1. bis 2. Jahrhundert, gefunden in Rosegg, vermauert.

Innen
- Ein gemaltes Epitaph zum Schuster Lorenz Bigler, 1553 gemalt von Ciperus Pömbstl.